# 黄敬善
黄敬善（1986年5月21日—）是一名韩国女子跆拳道运动员。她在2008年北京夏季奥林匹克运动会期间，参加了女子跆拳道比赛，并获得女子67公斤级项目金牌。